# Тошева, Невена
Неве́на Спа́сова То́шева (болг. Невена Спасова Тошева; 25 января 1922, Гырло, Болгария — 3 июня 2013, София, Болгария) — болгарский кинорежиссёр, сценарист и монтажёр.

## Биография
В 1958 году окончила Софийский университет. Сосредоточилась на работе в документалистике. С 1951 года работала монтажёром, а с 1962 года дебютировала в режиссуре («Настолько ли я плох»). В своих картинах исследовала в основном положение женщины в современном обществе. Широко известна как автор документального фильма о Ванге. Обращалась также к истории. Член БКП с 1945 года.

## Избранная фильмография

### Режиссёр
- 1965 — Настолько ли я плох / Толкова ли съм лош!
- 1970 — И всё-таки что-то остаётся /
- 1975 — Учительница / Учителят
- 1975 — Звено / Звеното
- 1977 — Феномен[1] / Феноменът
- 1977 — Невесты / Моми
- 1978 — Учителя / Учители
- 1979 — Пансион / Пансионът
- 1981 — Ленин в Швейцарии /
- 1982 —  / Отечествен кинопреглед
- 1983 —  / Рак
- 1984 — В ателье / В ателието
- 1991 — Христиан Раковский – обречённый на одиночество[2] / Кръстьо Раковски – един обречен
- 1995 —  / Какво е спомен останал

### Сценарист
- 1975 — Звено / Звеното
- 1978 — Учителя / Учители
- 1984 — В ателье / В ателието

## Награды
- 1976 — Заслуженный артист НРБ